# عملة مستقرة
العملات المستقرة (بالإنجليزية: Stablecoin) هي عملات معماة تكون لها قيمة مرتبطة بالدولار الأميركي، أو بأي عملة ورقية أخرى، أو سلع يتم تداولها في البورصة (مثل المعادن الثمينة أو المعادن الصناعية).
تعدّ العملات الرقمية المستقرة جزءا أساسيا من عالم العملات المعماة، وتتميز نظريا بقدرتها على حماية المتداولين والمستثمرين من تقلبات السوق، وذلك يساعد في تقليل التقلبات وتحويلها إلى أموال رقمية قابلة للتحويل بسهولة من بورصة إلى أخرى، وتختلف العملات المستقرة عن العملات المشفرة الأخرى، بأنها ذات قيمة مستقرة، أما العملات المعماة الأخرى مثل البيتكوين فهي شديدة التقلب، كما أنها تمثل جسرا بين العملات الورقية الحقيقية والعملات المشفرة.

## العملات الرقمية المستقرة
1. تيثر
2. داي
3. عملة الدولار الأمريكي
4. ديم

## الخصائص

### الخصائص الرئيسية للعملات المستقرة المدعومة هي
- تكون قيمتها ثابتة على سلعة واحدة أو أكثر ويمكن استرداد قيمتها (أكثر أو أقل) عند الطلب.
- هناك وعد بالدفع من قبل أفراد غير منظمين أو شركات أو حتى مؤسسات مالية منظمة.
- يجب أن تعكس كمية السلعة المستخدمة لدعم العملة المستقرة العرض المتداول للعملة المستقرة.[3]

### خصائص العملات المعماة المستقرة المدعومة بالعملة الورقية هي
وهي الأكثر شيوعًا وكانت النوع الأول من العملات المستقرة في السوق، مثل (تيثر، الدولار الأمريكي الرقمي).
- ترتبط قيمتها بعملة واحدة أو أكثر (الأكثر شيوعًا الدولار الأمريكي واليورو والفرنك السويسري ) بنسب ثابتة.
- يتم التحقيق من سجل خارج سلسلة الكتل، من خلال البنوك أو أنواع أخرى من المؤسسات المالية المنظمة التي تعمل كجهات إيداع للعملة المستخدمة لدعم العملة المستقرة.
- يجب أن يعكس مبلغ العملة المستخدمة لدعم العملة المستقرة العرض المتداول للعملة المستقرة.